# Résultats électoraux de Notre-Dame-de-Grâce
Les résultats électoraux de Notre-Dame-de-Grâce, depuis la création de la circonscription en 1965 après la disparition de la circonscription de Montréal—Notre-Dame-de-Grâce, sont inscrits dans les tableaux ci-dessous.
| Aller aux résultats d'une élection                                                                                          |
| --- |
| 1966 • 1968 • 1970 • 1973 • 1976 • 1978 • 1981 • 1985 • 1987 • 1989 • 1994 • 1998 • 2003 • 2007 • 2012 • 2014 • 2018 • 2022 |

## Résultats

### Évolution pour les principaux partis
| |
| - Parti libéral - Union nationale (ancien) - Parti québécois - Crédit social (ancien) - NPD (ancien) - Égalité (ancien) - Action démocratique (ancien) - Québec solidaire - Coalition avenir - Parti conservateur |

### Résultats détaillés
|                                                                                               | Nom                 | Parti                    | Nombre de voix | %      | Maj.  |
| --------------------------------------------------------------------------------------------- | ------------------- | ------------------------ | -------------- | ------ | ----- |
|                                                                                               | Désirée McGraw      | Libéral                  | 12 918         | 50,5 % | 8 951 |
|                                                                                               | Élisabeth Labelle   | Québec solidaire         | 3 967          | 15,5 % | -     |
|                                                                                               | Roy Eappen          | Conservateur             | 2 087          | 8,2 %  | -     |
|                                                                                               | Geneviève Lemay     | Coalition avenir         | 1 877          | 7,3 %  | -     |
|                                                                                               | Balarama Holness    | Bloc Montréal            | 1 701          | 6,6 %  | -     |
|                                                                                               | Cloé Rose Jenneau   | Parti québécois          | 1 302          | 5,1 %  | -     |
|                                                                                               | Alex Tyrrell        | Vert                     | 956            | 3,7 %  | -     |
|                                                                                               | Constantine Eliadis | Parti canadien du Québec | 723            | 2,8 %  | -     |
|                                                                                               | Rachel Hoffman      | Marxiste-léniniste       | 71             | 0,3 %  | -     |
| Total                                                                                         | Total               | Total                    | 25 602         | 100 %  |       |
| Le taux de participation lors de l'élection était de 55,8 % et 332 bulletins ont été rejetés. |                     |                          |                |        |       |

|                                                                                               | Nom                      | Parti              | Nombre de voix | %      | Maj.   |
| --------------------------------------------------------------------------------------------- | ------------------------ | ------------------ | -------------- | ------ | ------ |
|                                                                                               | Kathleen Weil (sortante) | Libéral            | 16 843         | 63 %   | 13 677 |
|                                                                                               | Kathleen Gudmundsson     | Québec solidaire   | 3 166          | 11,8 % | -      |
|                                                                                               | Nathalie Dansereau       | Coalition avenir   | 2 142          | 8 %    | -      |
|                                                                                               | Chad Walcott             | Vert               | 1 785          | 6,7 %  | -      |
|                                                                                               | Lucie Bélanger           | Parti québécois    | 1 460          | 5,5 %  | -      |
|                                                                                               | David-Roger Gagnon       | NPD Québec         | 708            | 2,6 %  | -      |
|                                                                                               | Souhail Ftouh            | Conservateur       | 405            | 1,5 %  | -      |
|                                                                                               | Cynthia Nichols          | Indépendant        | 151            | 0,6 %  | -      |
|                                                                                               | Rachel Hoffman           | Marxiste-léniniste | 82             | 0,3 %  | -      |
| Total                                                                                         | Total                    | Total              | 26 742         | 100 %  |        |
| Le taux de participation lors de l'élection était de 56,1 % et 249 bulletins ont été rejetés. |                          |                    |                |        |        |

|                                                                                               | Nom                     | Parti              | Nombre de voix | %      | Maj.   |
| --------------------------------------------------------------------------------------------- | ----------------------- | ------------------ | -------------- | ------ | ------ |
|                                                                                               | Kathleen Weil (sortant) | Libéral            | 22 336         | 76,6 % | 20 172 |
|                                                                                               | Annick Desjardins       | Québec solidaire   | 2 164          | 7,4 %  | -      |
|                                                                                               | Noah Sidel              | Coalition avenir   | 1 649          | 5,7 %  | -      |
|                                                                                               | Olivier Sirard          | Parti québécois    | 1 610          | 5,5 %  | -      |
|                                                                                               | Alex Tyrrell            | Vert               | 1 318          | 4,5 %  | -      |
|                                                                                               | Rachel Hoffman          | Marxiste-léniniste | 78             | 0,3 %  | -      |
| Total                                                                                         | Total                   | Total              | 29 155         | 100 %  |        |
| Le taux de participation lors de l'élection était de 72,5 % et 192 bulletins ont été rejetés. |                         |                    |                |        |        |

|                                                                                               | Nom                     | Parti              | Nombre de voix | %      | Maj.   |
| --------------------------------------------------------------------------------------------- | ----------------------- | ------------------ | -------------- | ------ | ------ |
|                                                                                               | Kathleen Weil (sortant) | Libéral            | 16 761         | 62,7 % | 13 118 |
|                                                                                               | Angely Pacis            | Coalition avenir   | 3 643          | 13,6 % | -      |
|                                                                                               | David Mandel            | Québec solidaire   | 2 291          | 8,6 %  | -      |
|                                                                                               | Olivier Sirard          | Parti québécois    | 2 217          | 8,3 %  | -      |
|                                                                                               | Claude Sabourin         | Vert               | 1 531          | 5,7 %  | -      |
|                                                                                               | Sylvain Labranche       | Option nationale   | 236            | 0,9 %  | -      |
|                                                                                               | Rachel Hoffman          | Marxiste-léniniste | 74             | 0,3 %  | -      |
| Total                                                                                         | Total                   | Total              | 26 753         | 100 %  |        |
| Le taux de participation lors de l'élection était de 67,9 % et 187 bulletins ont été rejetés. |                         |                    |                |        |        |

|       | Nom                 | Parti               | Nombre de voix | %      | Maj.  |
| ----- | ------------------- | ------------------- | -------------- | ------ | ----- |
|       | Kathleen Weil       | Libéral             | 11 475         | 68 %   | 9 045 |
|       | Peter McQueen       | Vert                | 2 430          | 14,4 % | -     |
|       | Fabrice Martel      | Parti québécois     | 2 307          | 13,7 % | -     |
|       | Matthew Conway      | Action démocratique | 483            | 2,9 %  | -     |
|       | Linda Sullivan      | Marxiste-léniniste  | 124            | 0,7 %  | -     |
|       | David Sommer Rovins | Indépendant         | 64             | 0,4 %  | -     |
| Total | Total               | Total               | 16 883         | 100 %  |       |

|       | Nom                      | Parti               | Nombre de voix | %      | Maj.   |
| ----- | ------------------------ | ------------------- | -------------- | ------ | ------ |
|       | Russel Copeman (sortant) | Libéral             | 14 077         | 61,4 % | 10 472 |
|       | Peter McQueen            | Vert                | 3 605          | 15,7 % | -      |
|       | Sophie Fréchette         | Parti québécois     | 2 425          | 10,6 % | -      |
|       | Julie Clouatre           | Action démocratique | 1 649          | 7,2 %  | -      |
|       | David Mandel             | Québec solidaire    | 1 091          | 4,8 %  | -      |
|       | Linda Sullivan           | Marxiste-léniniste  | 69             | 0,3 %  | -      |
| Total | Total                    | Total               | 22 916         | 100 %  |        |

|       | Nom                      | Parti                 | Nombre de voix | %      | Maj.   |
| ----- | ------------------------ | --------------------- | -------------- | ------ | ------ |
|       | Russel Copeman (sortant) | Libéral               | 18 911         | 74,1 % | 15 271 |
|       | Laurent Malépart         | Parti québécois       | 3 640          | 14,3 % | -      |
|       | Allan Patrick            | Action démocratique   | 1 225          | 4,8 %  | -      |
|       | Jessica Gal              | Vert                  | 1 084          | 4,2 %  | -      |
|       | Hélène Jutras            | Bloc pot              | 261            | 1 %    | -      |
|       | Peter Sauvé              | Égalité               | 246            | 1 %    | -      |
|       | Thomas Kernan            | Démocratie chrétienne | 96             | 0,4 %  | -      |
|       | Rachel Hoffman           | Marxiste-léniniste    | 71             | 0,3 %  | -      |
| Total | Total                    | Total                 | 25 534         | 100 %  |        |

|       | Nom                      | Parti                 | Nombre de voix | %      | Maj.   |
| ----- | ------------------------ | --------------------- | -------------- | ------ | ------ |
|       | Russel Copeman (sortant) | Libéral               | 22 627         | 77,6 % | 18 741 |
|       | Chantal Pelletier        | Parti québécois       | 3 886          | 13,3 % | -      |
|       | Keith Henderson          | Égalité               | 1 163          | 4 %    | -      |
|       | Benoit Turcotte          | Action démocratique   | 980            | 3,4 %  | -      |
|       | Marie Bertrand           | Démocratie socialiste | 256            | 0,9 %  | -      |
|       | Elizabeth Gibson         | Loi naturelle         | 140            | 0,5 %  | -      |
|       | Marsha Fine              | Marxiste-léniniste    | 55             | 0,2 %  | -      |
|       | Malek Khouri             | Communiste            | 44             | 0,2 %  | -      |
| Total | Total                    | Total                 | 29 151         | 100 %  |        |

|                                                                                               | Nom                       | Parti           | Nombre de voix | %      | Maj.   |
| --------------------------------------------------------------------------------------------- | ------------------------- | --------------- | -------------- | ------ | ------ |
|                                                                                               | Russel Copeman            | Libéral         | 21 716         | 73,1 % | 17 961 |
|                                                                                               | Denise Plamondon          | Parti québécois | 3 755          | 12,6 % | -      |
|                                                                                               | Gordon Atkinson (sortant) | Indépendant     | 1 628          | 5,5 %  | -      |
|                                                                                               | Keith Henderson           | Égalité         | 1 396          | 4,7 %  | -      |
|                                                                                               | Marie Bertrand            | NPD Québec      | 406            | 1,4 %  | -      |
|                                                                                               | Mathieu Raymond-Beaubien  | Vert            | 397            | 1,3 %  | -      |
|                                                                                               | Al Rhino Feldam           | Indépendant     | 124            | 0,4 %  | -      |
|                                                                                               | Frederic Klein            | Loi naturelle   | 112            | 0,4 %  | -      |
| Total                                                                                         | Total                     | Total           | 29 716         | 100 %  |        |
| Le taux de participation lors de l'élection était de 83,2 % et 247 bulletins ont été rejetés. |                           |                 |                |        |        |

|                                                                                               | Nom                              | Parti                     | Nombre de voix | %      | Maj.  |
| --------------------------------------------------------------------------------------------- | -------------------------------- | ------------------------- | -------------- | ------ | ----- |
|                                                                                               | Gordon Atkinson                  | Égalité                   | 11 638         | 43 %   | 2 090 |
|                                                                                               | Harold Peter Thuringer (sortant) | Libéral                   | 9 548          | 35,3 % | -     |
|                                                                                               | Suzanne Morin                    | Parti québécois           | 3 017          | 11,2 % | -     |
|                                                                                               | Nicole Painchaud                 | Vert                      | 2 024          | 7,5 %  | -     |
|                                                                                               | Michel Decoste                   | NPD Québec                | 388            | 1,4 %  | -     |
|                                                                                               | Marc Brunel Belhomme             | Indépendant               | 234            | 0,9 %  | -     |
|                                                                                               | Jean-Christophe Coppenrath       | Progressiste conservateur | 143            | 0,5 %  | -     |
|                                                                                               | Margaret Frain                   | Marxiste-léniniste        | 55             | 0,2 %  | -     |
| Total                                                                                         | Total                            | Total                     | 27 047         | 100 %  |       |
| Le taux de participation lors de l'élection était de 75,4 % et 307 bulletins ont été rejetés. |                                  |                           |                |        |       |

|                                                                                               | Nom                    | Parti                        | Nombre de voix | %      | Maj.  |
| --------------------------------------------------------------------------------------------- | ---------------------- | ---------------------------- | -------------- | ------ | ----- |
|                                                                                               | Harold Peter Thuringer | Libéral                      | 8 622          | 62,3 % | 5 074 |
|                                                                                               | Hélène Guay            | NPD Québec                   | 3 548          | 25,6 % | -     |
|                                                                                               | Sébastien Richard      | Parti québécois              | 921            | 6,7 %  | -     |
|                                                                                               | Jay Laurence Taylor    | Indépendant                  | 335            | 2,4 %  | -     |
|                                                                                               | Denis Patenaude        | Parti citron                 | 251            | 1,8 %  | -     |
|                                                                                               | Richard Banville       | Parti humaniste              | 86             | 0,6 %  | -     |
|                                                                                               | Stéphane Duchesne      | Parti indépendantiste (1985) | 86             | 0,6 %  | -     |
|                                                                                               | Serge Turmel           | Travailleurs                 | 0              | 0 %    | -     |
| Total                                                                                         | Total                  | Total                        | 13 849         | 100 %  |       |
| Le taux de participation lors de l'élection était de 42,8 % et 208 bulletins ont été rejetés. |                        |                              |                |        |       |

|                                                                                             | Nom                     | Parti                  | Nombre de voix | %      | Maj.   |
| ------------------------------------------------------------------------------------------- | ----------------------- | ---------------------- | -------------- | ------ | ------ |
|                                                                                             | Reed Scowen (sortant)   | Libéral                | 21 024         | 77,8 % | 17 726 |
|                                                                                             | Jean-Guy Mailloux       | Parti québécois        | 3 298          | 12,2 % | -      |
|                                                                                             | Michel Agnaieff         | NPD Québec             | 2 333          | 8,6 %  | -      |
|                                                                                             | Gertrude Retieff-Caisse | Parti humaniste        | 162            | 0,6 %  | -      |
|                                                                                             | Alain Gaudreault        | Commonwealth du Canada | 113            | 0,4 %  | -      |
|                                                                                             | Michel Lacroix          | Socialisme chrétien    | 82             | 0,3 %  | -      |
| Total                                                                                       | Total                   | Total                  | 27 012         | 100 %  |        |
| Le taux de participation lors de l'élection était de 73 % et 217 bulletins ont été rejetés. |                         |                        |                |        |        |

|                                                                                               | Nom                   | Parti            | Nombre de voix | %      | Maj.   |
| --------------------------------------------------------------------------------------------- | --------------------- | ---------------- | -------------- | ------ | ------ |
|                                                                                               | Reed Scowen (sortant) | Libéral          | 24 821         | 82 %   | 20 540 |
|                                                                                               | Kevin Henley          | Parti québécois  | 4 281          | 14,1 % | -      |
|                                                                                               | David Bonet           | Libertarien      | 507            | 1,7 %  | -      |
|                                                                                               | Roopnarine Singh      | Liberté de choix | 501            | 1,7 %  | -      |
|                                                                                               | Raymond Tanguay       | Union nationale  | 174            | 0,6 %  | -      |
| Total                                                                                         | Total                 | Total            | 30 284         | 100 %  |        |
| Le taux de participation lors de l'élection était de 78,5 % et 210 bulletins ont été rejetés. |                       |                  |                |        |        |

|                                                                                               | Nom             | Parti            | Nombre de voix | %      | Maj.  |
| --------------------------------------------------------------------------------------------- | --------------- | ---------------- | -------------- | ------ | ----- |
|                                                                                               | Reed Scowen     | Libéral          | 12 797         | 62,2 % | 7 814 |
|                                                                                               | David De Jong   | Liberté de choix | 4 983          | 24,2 % | -     |
|                                                                                               | Michel Gélinas  | Parti québécois  | 2 347          | 11,4 % | -     |
|                                                                                               | Albert Brulotte | Union nationale  | 338            | 1,6 %  | -     |
|                                                                                               | Gérard Lachance | Travailleurs     | 100            | 0,5 %  | -     |
| Total                                                                                         | Total           | Total            | 20 565         | 100 %  |       |
| Le taux de participation lors de l'élection était de 62,9 % et 436 bulletins ont été rejetés. |                 |                  |                |        |       |

|                                                                                               | Nom               | Parti                    | Nombre de voix | %      | Maj.  |
| --------------------------------------------------------------------------------------------- | ----------------- | ------------------------ | -------------- | ------ | ----- |
|                                                                                               | Bryce Mackasey    | Libéral                  | 13 161         | 43,9 % | 4 429 |
|                                                                                               | Francis Donaldson | Union nationale          | 8 732          | 29,1 % | -     |
|                                                                                               | Pierre Mailloux   | Parti québécois          | 4 100          | 13,7 % | -     |
|                                                                                               | Robert Keaton     | Alliance démocratique    | 3 497          | 11,7 % | -     |
|                                                                                               | Auguste Gagné     | Ralliement créditiste    | 167            | 0,6 %  | -     |
|                                                                                               | Carl B. O’Malley  | Parti national populaire | 119            | 0,4 %  | -     |
|                                                                                               | John J. Raudsepp  | Indépendant              | 117            | 0,4 %  | -     |
|                                                                                               | cyril Durocher    | Militants syndicaux      | 103            | 0,3 %  | -     |
| Total                                                                                         | Total             | Total                    | 29 996         | 100 %  |       |
| Le taux de participation lors de l'élection était de 84,3 % et 668 bulletins ont été rejetés. |                   |                          |                |        |       |

|                                                                                               | Nom                        | Parti           | Nombre de voix | %      | Maj.   |
| --------------------------------------------------------------------------------------------- | -------------------------- | --------------- | -------------- | ------ | ------ |
|                                                                                               | William Tetley (sortant)   | Libéral         | 23 263         | 81,6 % | 19 613 |
|                                                                                               | Georges-Étienne Cartier    | Parti québécois | 3 650          | 12,8 % | -      |
|                                                                                               | Mary-Elizabeth Hall Taylor | Créditiste      | 1 156          | 4,1 %  | -      |
|                                                                                               | Bertrand Louise            | Union nationale | 424            | 1,5 %  | -      |
| Total                                                                                         | Total                      | Total           | 28 493         | 100 %  |        |
| Le taux de participation lors de l'élection était de 77,7 % et 544 bulletins ont été rejetés. |                            |                 |                |        |        |

|                                                                                             | Nom                      | Parti                 | Nombre de voix | %      | Maj.   |
| ------------------------------------------------------------------------------------------- | ------------------------ | --------------------- | -------------- | ------ | ------ |
|                                                                                             | William Tetley (sortant) | Libéral               | 31 930         | 87,3 % | 29 147 |
|                                                                                             | Jacqueline Dugas Peacock | Parti québécois       | 2 783          | 7,6 %  | -      |
|                                                                                             | Donald Robson            | NPD Québec            | 843            | 2,3 %  | -      |
|                                                                                             | Geneviève Faribault      | Union nationale       | 680            | 1,9 %  | -      |
|                                                                                             | Paul J. Kingwell,        | Ralliement créditiste | 347            | 0,9 %  | -      |
| Total                                                                                       | Total                    | Total                 | 36 583         | 100 %  |        |
| Le taux de participation lors de l'élection était de 84 % et 582 bulletins ont été rejetés. |                          |                       |                |        |        |

|                                                                                             | Nom                 | Parti           | Nombre de voix | %      | Maj.   |
| ------------------------------------------------------------------------------------------- | ------------------- | --------------- | -------------- | ------ | ------ |
|                                                                                             | William Tetley      | Libéral         | 17 302         | 79,3 % | 12 781 |
|                                                                                             | John Lynch Staunton | Union nationale | 4 521          | 20,7 % | -      |
| Total                                                                                       | Total               | Total           | 21 823         | 100 %  |        |
| Le taux de participation lors de l'élection était de 52 % et 573 bulletins ont été rejetés. |                     |                 |                |        |        |

|                                                                                               | Nom                            | Parti               | Nombre de voix | %      | Maj.   |
| --------------------------------------------------------------------------------------------- | ------------------------------ | ------------------- | -------------- | ------ | ------ |
|                                                                                               | Eric William Kierans (sortant) | Libéral             | 19 563         | 76,4 % | 16 622 |
|                                                                                               | Luke Gerald Dougherty          | Indépendant         | 2 941          | 11,5 % | -      |
|                                                                                               | Dollard Dansereau              | Union nationale     | 2 068          | 8,1 %  | -      |
|                                                                                               | Walter Patrice O’Leary         | RIN                 | 949            | 3,7 %  | -      |
|                                                                                               | Marcien Saint-Aubin            | Ralliement national | 77             | 0,3 %  | -      |
| Total                                                                                         | Total                          | Total               | 25 598         | 100 %  |        |
| Le taux de participation lors de l'élection était de 59,3 % et 487 bulletins ont été rejetés. |                                |                     |                |        |        |